# Густав Ліндау
Густав Ліндау (нім. Gustav Lindau; 1866—1923) — німецький ботанік, міколог та ліхенолог.

## Біографія
Густав Ліндау народився у місті Дессау 2 травня 1866 року. Навчався у Гайдельберзі, згодом перейшов к Берлінський університет, де став учнем Симона Швенденера. У 1888 році Ліндау отримав ступінь доктора філософії за працю про лишайники. У тому ж році він став працювати у Мюнстерскому ботанічному саду, з 1890 року працював асистентом Оскара Брефельда. У 1892 році Ліндау працював у Ботанічному інституті Берлін-Далем. У 1899 році він став хранителем в інституті, з 1902 року був професором. Густав Ліндау помер 10 жовтня 1923 року у Берліні.
Основний гербарій Г. Ліндау зберігався у Берлінському ботанічному саду (B), проте був частково знищений.

## Окремі наукові праці
- Lindau, G. in Engler, A. & Prantl, K. (1895—1900). Die natürlichen Pflanzenfamilien. Ed. 1.
- Lindau, G. in Engler, A. (1895) Lichenes. Pflanzenwelt Ost-Afrikas und der Nachbargebiete.
- Lindau, G. in Urban, I. (1899) Polygonaceae. Symbolae Antillanae.
- Lindau, G. (1901). Hilfsbuch für das Sammeln parasitischer Pilze. 90 p.
- Lindau, G. (1903). Hilfsbuch für das Sammeln der Ascomyceten. 139 p.
- Lindau, G. (1904—1907). Die Pilze Deutschlands: Fungi imperfecti: oerste Hälfte. Kryptogamen-Flora. 852 p.
- Lindau, G. (1907—1910). Die Pilze Deutschlands: Fungi imperfecti: zweite Hälfte. Kryptogamen-Flora. 983 p.
- Lindau, G.; Sydow, P. (1908—1917). Thesaurus litteraturae mycologicae et lichenologicae. 5 vols.
- Lindau, G. (1911—1914). Kryptogamenflora für Anfänger. 6 vols.
- Lindau, G. (1912). Die Pilze. 123 p.
- Lindau, G. (1912). Spalt- und Schleimpilze. 116 p.
- Lindau, G. 1913). Die Flechten. 123 p.

## Роди, названі на честь Г. Ліндау
- Lindauea Rendle, 1896 [syn.  Lepidagathis Willd., 1800]
- Lindauella Rehm, 1900
- Lindauomyces Koord., 1907 [syn.  Arthrobotryum Ces., 1857]
- Lindavia Nieuwl., 1916, nom. nov. et nom. illeg. [syn.  Outhovia Nieuwl., 1916, nom. nov. et nom. dub.]